# Burley (Rutland)
Burley è un villaggio e parrocchia civile dell'Inghilterra, appartenente alla contea del Rutland.